# Saint-Baslemont
Saint-Baslemont – miejscowość i gmina we Francji, w regionie Grand Est, w departamencie Wogezy.
Według danych na rok 1990 gminę zamieszkiwało 89 osób, a gęstość zaludnienia wynosiła 7 osób/km² (wśród 2335 gmin Lotaryngii Saint-Baslemont plasuje się na 956. miejscu pod względem liczby ludności, natomiast pod względem powierzchni na miejscu 439.).